# Història de França
França és un dels estats més antics d'Europa, encara que només apareix amb aquest nom a partir de l'edat mitjana en una data difícil de precisar de manera irrefutable. Es reconeix totalment la Gàl·lia com a antecedent històric de França, tot i que la Gàl·lia ocupava una superfície europea lleugerament més extensa que la França actual. En les guerres hegemòniques europees França va intentar imposar-se diverses vegades i per això en diferents èpoques va haver d'enfrontar-se a gairebé tot Europa (per separat, o juntament com a contrapès a l'expansionisme francès). Així va succeir amb Carlemany (Carles I «el Gran») al segle ix, Lluís XIV («el Rei Sol») al segle xvii, i Napoleó Bonaparte (Napoleó «el Gran») al segle xix.

## Prehistòria
França va ser habitada per homínids i neandertals i a partir del 57000 aC aproximadament va ser poblada per humans. Va esdevenir una de les regions europees més riques en art paleolític, tant en art rupestre com proven les pintures de les Coves de Lascaux o la  Cova de Chauvet com en escultura, com es veu amb la Venus de Brassempouy o les incisions en forma d'animal a ossos i parets.
Les dues cultures neolítiques principals són la de la cultura de la ceràmica de bandes a l'est i la de la ceràmica cardial a la zona mediterrània. A finals del període van conrear-se els megàlits, com dòlmens, les pedres de Carnac i altres, que van perdurar fins a l'inici de l'edat antiga. Aquesta construcció s'encavalla amb la cultura del vas campaniforme.

## Protohistòria
Les primeres fonts escrites quant a les poblacions dels territoris que esdevindrien més tard França són gregues. Tucídides només dedica una quinzena de línies en la seva àmplia (8 volums) obra Guerra del Peloponès a la fundació de Marsella, que havia ocorregut dos segles abans. El contemporani de Tucídides, Heròdot, és, per contra, molt més prolix quant a la Gàl·lia, i en parla en moltes pàgines de les seves històries. Les rares cites que es fan sobre la resta de la Gàl·lia mostren que els grecs antics coneixien molt malament aquest país i els pobles que l'habitaven. Heròdot en dona el nom d'algunes tribus, però sense precisió sobre la localització, llevat del cas de la tribu dels celtes ligies, que habitaven la regió de Marsella.
Les excavacions arqueològiques que s'han realitzat a Marsella mostren que el lloc era, de fet, actiu abans de la «fundació» grega. Els foceus no eren els únics ni els primers a operar a la regió. Els fenicis ja havien arribat a les costes gal·les alguns segles abans, però la discreció llegendària d'aquest poble mercantil no deixà cap rastre. Se sap, això no obstant, avui dia que els fenicis van establir sòlides rutes comercials a la Gàl·lia i probablement n'havien construït albergs a l'interior. Aquest tema, però, encara és molt controvertit entre els historiadors. Una cosa n'és certa: els fenicis van introduir l'alfabet i l'escriptura a la Gàl·lia, però els gals van preferir no utilitzar aquesta innovació.
No seria sinó fins al temps d'Aristòtil, alumne d'Isòcrates i de Plató (del 384 al 332 aC), que serien esmentats els costums dels celtes (del grec Κελτοί, Keltoi), que habitaven el territori entre el Rin i els Alps. Ell, com la majoria dels historiadors antics anteriors a la conquesta romana, va insistir sobre la riquesa llegendària del país, el valor bel·ligerant dels soldats i els costums bàrbarics (en el sentit modern) d'alguns celtes. Aquestes fonts són nombroses i riques en informació, però mostren alhora la ignorància dels grecs quant a la Gàl·lia. Aquests autors (historiadors o geògrafs) s'inspiraven en altres textos i no viatjaven mai per verificar les afirmacions dels seus antecessors.

### Civilitzacions de l'edat de ferro
L'arqueologia permet entreveure el sorgiment de disturbis i problemes militars i socials en les societats relativament estables del Neolític tardà i de l'edat de bronze. Aquests disturbis van tenir lloc al voltant del 850 aC, és a dir, en la primera edat de ferro, com ho mostra la terminus postquem (data de la fi de l'ocupació) de molts assentaments.
La característica d'aquest període sembla haver estat la dominació dels principats de grandària relativament considerable regits per una aristocràcia guerrera. Aquests "prínceps i princeses celtes" es van enterrar amb armes i gran pompa. Les seves tombes han revelat també la presència de luxosos objectes que provenien de tot el Mediterrani (particularment d'Egipte), la qual cosa prova la dimensió comercial de la riquesa d'aquests aristòcrates.
El 600 aC és l'any de la fundació del port grec de Massàlia (Marsella), al mar Mediterrani, pels marins grecs que venien de la Focea, ciutat grega de l'Àsia Menor. Altres colònies del mateix tipus, abans i després d'aquesta data, van aparèixer al llarg de la ribera. La ciutat focea va prendre, tanmateix, un ascendent decisiu sobre els seus rivals al voltant del 550 aC amb l'arribada en massa de refugiats foceus, atès que la Focea havia caigut en mans dels perses. Amb aquest suport, Marsella va assajar, durant segles, de tenir un paper clau i important sobre veïns tan perillosos com ara els celtes, el cartaginesos, els etruscs, i amb el temps, els romans. Marsella ho va assolir per un temps, però es va enfonsar ràpidament a causa de forces adverses, i des del segle iv aC va tenir un rang menor, acontentant-se a servir de trampolí a Roma.

### Els celtes: 450 alsegleiiaC

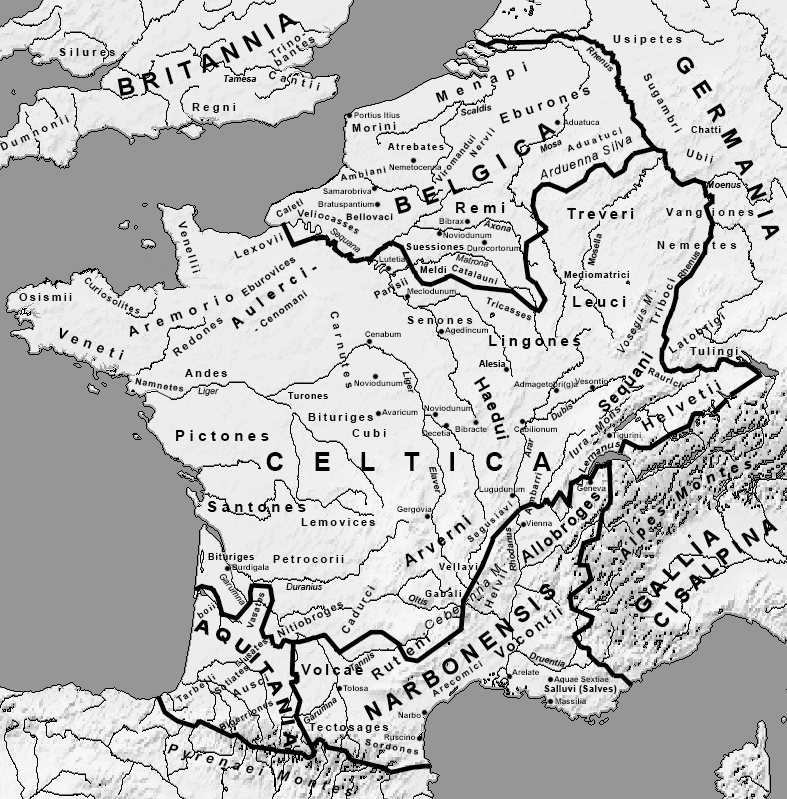
Mapa de les tribus celtes

Entre el 450 i el 400 aC, una altra vegada, es van produir canvis importants en els dominis artístic i probablement polític. És en aquest moment que apareix la cultura de La Tène pròpiament en territori francès. Tradicionalment, aquesta data marca el començament del període gal (en el sentit estricte). Moltes tesis es barallen encara assajant d'explicar-ne els canvis que constata l'arqueologia. Tanmateix, és molt poc probable que una invasió sigui el fonament d'aquesta evolució, atès que aquest període va estar marcat sobretot pel poder militar gal. Aquests conqueridors realitzen ràtzies fins i tot a Grècia i l'Àsia Menor, lloc en què els gàlates funden Ancira (Ankara). És el famós Terror Gallicum que gelava la sang dels romans. Les ràtzies gal·les eren violentes i s'evitaven amb el pagament d'un rescat. Roma, encara una modesta ciutat, va ser-hi afectada directament el 387 o 390 aC, després de la batalla de l'Àl·lia. Marsella, aliada de Roma, va finançar una part del rescat exigit pel celta Brennus.
Fou també l'època d'una expansió que faria que els pobles gals s'estenguessin a la Gran Bretanya, Ibèria i al nord d'Itàlia. Els atrebats (Arras) van arribar a Sussex, els parisii (París) a Yorkshire i els senons (Sens) al mar Adriàtic; els cenomans (Le Mans) a la Llombardia, els linyons (Langres) a la regió del Po. No se sap si aquestes coincidències de noms són degudes als desplaçaments dels pobles o a les conquestes realitzades per petits grups de conqueridors que van imposar el seu nom a les poblacions locals. Aquests noms van romandre enllaçats als territoris i a les capitals gal·les fins als nostres dies. La gran majoria de les ciutats gal·loromanes del Baix Imperi van reprendre el nom del poble per al qual eren la capital, i aquest nom s'ha conservat en els noms actuals de les ciutats i països en què es troben: Petrocores a Perigús, Namnetes a Nantes, Bellovaques a Beauvais, turons a Tour, abrincats a Avranches, Rutens a Rodés, etc. Els territoris d'aquestes ciutats van formar l'estructura administrativa de la base de l'Imperi Romà a Gàl·lia. Les diòcesis cristianes van reprendre també els noms i les delimitacions sense cap canvi important fins a la Revolució Francesa.
Període gal d'independència: segles II i I aC.
El terme gal (del llatí: galli) va ser registrat per primera vegada per Cató el Vell al voltant el 168 aC per designar els habitants de la regió celta que havien envaït la plana del Po, és a dir, els habitants de la Gàl·lia Cisalpina. Segons les fonts llatines, les monarquies i les oligarquies gal·les semblen haver cedit el poder a magistrats electes: els "vergobrets". Les institucions gal·les semblen, això no obstant, molt més antigues.
Contràriament a la imatge tradicional heretada dels autors antics, la visió moderna ha perseguit durant molt de temps als gals; sembla avui dia que la civilització gal·la del període que va precedir immediatament la conquesta romana va ser particularment florent. El sorgiment de veritables ciutats fortificades de dimensions molt més considerables que no pas les fortaleses dels períodes anteriors, o fins i tot l'ús de la moneda, són característiques d'una civilització gairebé equivalent a aquelles de la península italiana des del 300 al 200 aC. Les aportacions gal·les a la cultura romana de la república tardana, i després de l'imperi, van ser nombroses: en l'àmbit lingüístic, de l'artesania o fins i tot en el militar (el tonell, l'espasa i la cota de malla en són exemples).

## L'antiguitat

### Fi de la independència gal·la: 125 a 51 aC

Vercingetòrix deixa les armes als peus de Juli Cèsar després de la seva derrota a Alèsia

El sud-est de la França, principalment el Llenguadoc i la Provença, que era anomenada Gallia togata o Gàl·lia amb toga, atesa la seva romanització avançada cap a la fi de la seva independència, va ser conquerit per Roma des de finals del segle ii aC. Conformaria la província romana de la Gàl·lia Narbonesa, que s'estenia dels Pirineus als Alps passant per la vall del Rin. La presa d'aquests territoris va ser conseqüència de l'actitud ambigua dels gals durant les guerres púniques oposant-se a Roma i Cartago.
Sota el pretext d'un suport militar donat a Marsella, el general romà Sextius Calvinus va conquerir els territoris dels saliens i provocà la fugida del seu rei: del seu nom deriva el nom de la ciutat d'Ais de Provença (del llatí Aquae Sextie, 'Aigües de Sextius'), mentre que el de la capital dels saliens es va perdre.
L'agost del 121 aC, els romans, enviats pel cònsol Flavius van enfrontar-se a una coalició entre els arverns i els al·lòbroges a la vora del riu Isèra. Roma va atacar aquest últim poble sota el pretext que havien acollit el rei salié com a refugiat. El rei arvern, Bituitus, va ser empresonat i portat triomfalment a Itàlia. Al mateix temps, els gals rivals de l'hegemonia averna, especialment els hedus, van ser rebuts en el Senat i van ser proclamats "amics de Roma". Després d'aquesta derrota gal·la, la resta dels territoris situats al sud i a l'est dels Cévennes van ser sotmesos ràpidament.
Al 80 aC, tanmateix, un cap amb el nom de Celtil·le, pare del futur Vercingetòrix, va assajar de restaurar un poder reial als averns, com en el temps de Luernios i de Bituitus. Però va fracassar, i va ser cremat viu per l'aristocràcia del seu poble. El seu germà Boganitio sembla haver estat el seu principal rival durant aquest afer, atès que es coneix que es convertiria llavors en el primer en el poder sobre els averns.
Caldria esperar al 58 aC perquè l'ambició de Juli Cèsar i l'amenaça de la pressió germànica sobre els gals sacsegessin l'equilibri polític. El pretext de la intervenció romana seria la migració helvètica: aquest darrer poble, fugint dels germans, desitjava establir-se a la Gàl·lia (territori de la Vendée actual), fet que provocà la còlera dels altres pobles gals, principalment els hedus. Juli Cèsar, que havia estat nomenat procònsol dels gals poc de temps abans, va realitzar llavors una irrupció encapçalant les seves legions al nord del Rin. Per legitimar la seva acció, es va basar en un senatus-cosulte (la resposta del Senat romà a una petició d'un procònsol o un pretor) el 61 aC, que prometia als hedus el suport romà.
La guerra va ser llarga i mortal i el gener del 52 aC, amb l'accés al poder de Vercingetòrix, els averns i els seus aliats es van aixecar contra l'exèrcit del procònsol. Juli Cèsar gairebé assolí trencar la determinació del gals, l'aixecament dels quals seria, a partir de llavors, generalitzat. Setges, incendis de ciutats i massacres van ser llavors part del programa que va produir, però, una victòria romana davant de la fogositat desorganitzada dels gals.
La Gàl·lia, conquerida per Juli Cèsar després de la guerra contra els gals, del 58 al 51 aC, data en què va caure l'oppidum d'Uxellodunum, va ser registrada en l'obra del seu principal actor romà: Juli Cèsar, que va escriure els seus Comentaris sobre la Guerra de les Gàl·lies. Aquest text es va realitzar amb precaució, atès que era, sobretot, un manifest polític. En triomfar sobre el Terror Gallicum i en explotar perfectament aquesta victòria històrica en el pla polític, Juli Cèsar es convertiria en la figura més important de l'antiguitat.

### La Gàl·lia romana

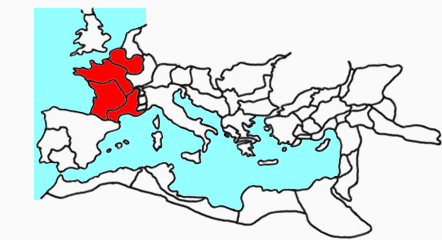
La Gàl·lia dins l'Imperi Romà

La romanització i la pacificació semblen haver estat relativament ràpides, fins i tot fàcils. L'historiador llatí Flavi Josep, que es va convertir a l'estil de vida romà, va esmentar els gals com a exemples del seu domini, remarcant que haurien tingut la capacitat militar d'expulsar els romans.
Les elits es van romanitzar gairebé immediatament: aquest fenomen va ser reforçat per les Tables de Lyon per mitjà de les quals l'emperador Claudi va donar accés als gals al Senat romà. Els testimoniatges epigràfics, igualment, suggereixen que els druides antics es romanitzarien abans de la conquesta, potser per oportunisme o per por a les represàlies: el seu ensenyament hagués estat prohibit. En tot cas, el sincretisme romà va fer néixer una veritable "Gàl·lia romana". Així, els arqueòlegs i historiadors han utilitzat el gentilici de gal·loromà per a designar-ne els habitants després de la conquesta, encara que el terme no va ser mai utilitzat pels contemporanis, que simplement es deien "gals".
El 21, unes noves mesures financeres van fer que diversos pobles gals, com ara els andecaus i els turons, es rebel·lessin. Un hedu, Juli Sacrovir, va encapçalar els pagesos insurgents del Nevers i va oposar les tropes auxiliars gal·les a les romanes. Vençut, es va suïcidar.
El 69 un batave, Civilis, va aixecar les seves tropes a Bèlgica, i Vitel·li i Vespasià es van enfrontar per l'imperi. El linyó Julius Sabinus, oficial gal, ajudat per dos oficials trèvers, va derrotar les tres legions romanes que es trobaven a les vores del Rin. Va trencar les tables de Lió i es va fer proclamar "Cèsar", però seria ràpidament vençut pels sèquans. Va ser pres pels romans després d'haver viscut amagat durant nou anys, i va morir torturat amb la seva dona.
Aquest període que va enfrontar els pobles gals entre si –Sabinus mateix aliat als germans– mostra que hi havia més problemes interiors malgrat la voluntat d'eliminar la dominació romana. La pau que es va establir, encara que una pau "en armes", va durar fins a mitjans del segle iii.
Aquestes revoltes, de fet, han estat explotades molt de temps des d'una perspectiva nacionalista francesa. És probable que després de les angoixes de la guerra (que costaria gairebé un milió de morts), la majoria dels gals anhelaven la pau, pau en què els romans eren els garants. A més, el règim imposat per Roma era relativament agradable per a les elits gal·les, que es van aprofitar ràpidament dels avantatges de la romanització (entreteniments, cultura, art...) i van posar-se, amb les prerrogatives que rebien, al servei de Roma.

### Les crisis delsegleiii
A mitjan segle iii, el 258, els francs i els alamans van creuar el Rin i van saquejar la Gàl·lia. Un efímer imperi de les Gàl·lies (un terme inapropiat), sense que tingués caràcter nacional, va ser creat per Postumus, que aviat seria assassinat pels seus soldats.
En aquesta època, la crisi econòmica i social va provocar les revoltes de bandes de bagaudes contra l'Imperi Romà als boscos o a les regions poc poblades. L'imperi va superar aquesta crisi i surt reforçat sota Dioclecià, que va engegar el sistema de la tetrarquia. Seria el seu general, el futur emperador Maximià, qui va vèncer la resistència dels bagaudes gals.

### Les invasions germàniques: 406 al segle VI
La nit del 31 de desembre del 406 va començar una invasió massiva de l'Imperi Romà quan els vàndals, sueus, alans i altres pobles germànics van creuar el Rin aprofitant-se de la congelació de les aigües.
Fins a la Caiguda de l'Imperi Romà d'Occident, el 476, i malgrat els esforços d'Aeci, el poder imperial va cedir terreny, i l'estructura de l'imperi es va enfonsar a la Gàl·lia abans que el poder polític passés a mans dels "reis". Altres bàrbars de diversos pobles havien començat a establir-se dintre de l'imperi des de mitjans del segle iii. Al segle iv es van establir a la Gàl·lia sota diversos estatus: siguin federats (fœderati) o colons. L'exèrcit romà, sobretot, es va barbaritzar: els rics terratinents gal·loromans havien d'aliar-se als caps bàrbars rivals molt abans que el poder dels emperadors romans desaparegués.
Al segle v, un d'aquests bàrbars convertit en rei dels francs saliens, Childeric, va afermar el poder militar del seu poble sobre els territoris situats al nord del riu Loira, guerrejant al servei del nou "senyor de la milícia", Ægidius o Egidi, contra els visigots, i després al costat del seu successor, Pau, contra els saxons, i finalment contra els alamans. Després de la mort de Pau, Childeric sembla haver guanyat un estatus de defensor del clergat catòlic, potser gràcies a les seves relacions amb santa Genoveva, a París, on residia sovint.
Però, el 463 Egidi va morir i el seu fill, Siagri, el va succeir: conservà així aquesta porció separada de l'imperi com la seva propietat i prengué el títol de rei dels romans. Childeric va retornar llavors a Bèlgica per protegir la frontera contra els alamans. El seu únic fill, Clovis, es va convertir en el rei dels francs després de la seva mort, el 481.

## Edat mitjana
La història de França durant l'Edat mitjana, entre el 476 i el 1453, veu la successió de diverses períodes i fets marcats que decorren tot al llarg de deu segles, entre l'ascens de Clodoleu fins a Carles VIII:
- l'afirmació del cristianisme
- la desintegració de l'Imperi romà
- la gènesi del regne de França
- l'ascens de l'Imperi carolingi
- la gran pesta
- la guerra pel renaixement urbà
- l'aparició d'universitats
- la formació de les diverses llengües neollatines i d'altres grups lingüístics com el francès, l'occità i el bretó

### Dinastia merovíngia
La França deu el seu nom als francs. Després de la desaparició de l'últim emperador romà d'Occident el 476, els èxits militars i polítics d'aquest poble germànic i la conversió al cristianisme del seu rei, Clovis, el 496 o el 498 van permetre als francs occidentals d'entrar al cor de la Gàl·lia. Un dels factors dels seus èxits va ser que els reis es van adherir a la mateixa religió catòlica romana de la puixant aristocràcia gal·loromana mentre que els altres pobles "bàrbars" que es van establir per tota l'Europa occidental (principalment els burgundis i el visigots) es van convertir a l'arrianisme. Aquesta idea ha de ser, això no obstant, estudiada. La conversió excepcional de Clovis va ser explotada molt més tard pels capets per fer de França la "filla major de l'Església".

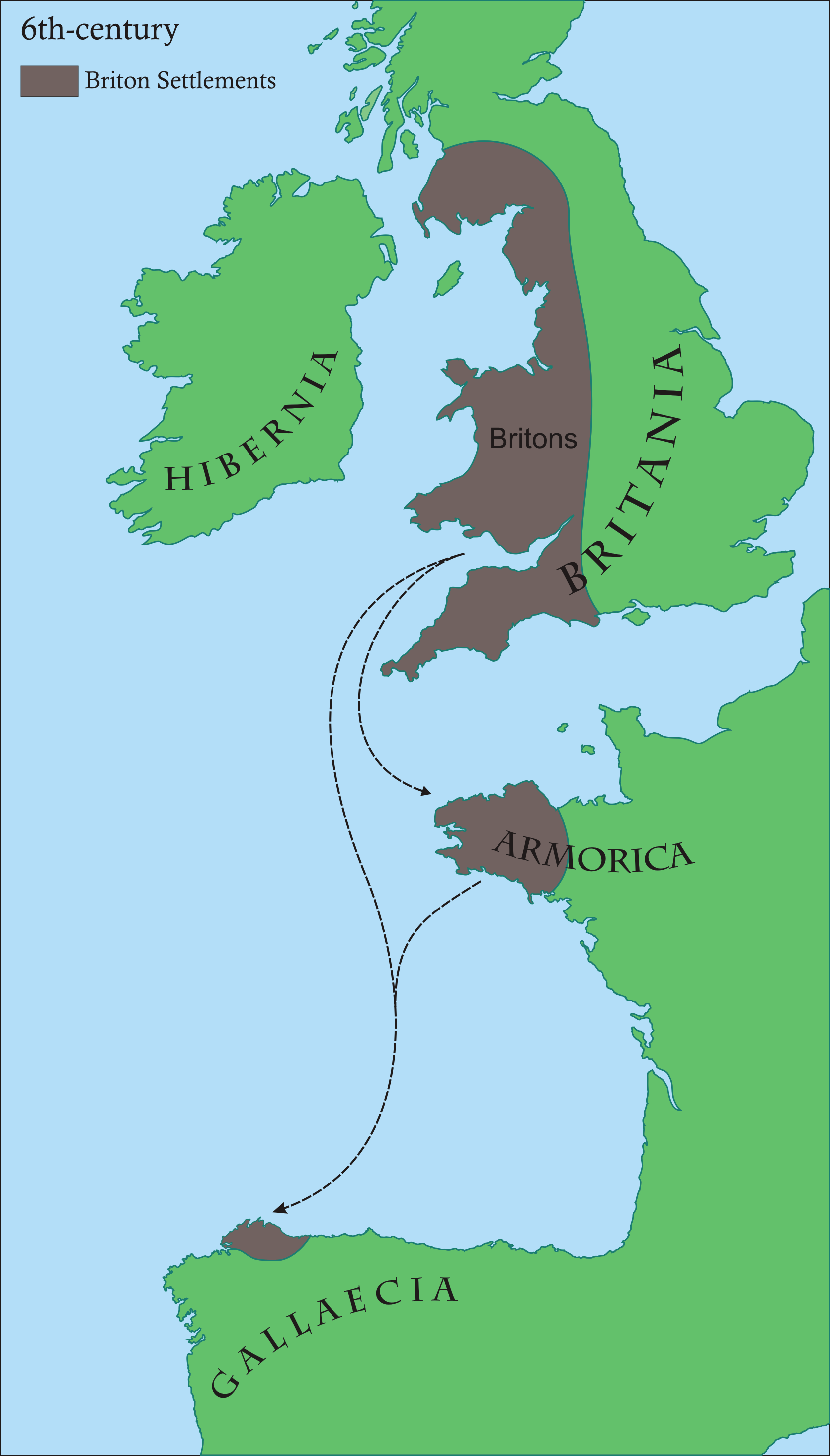
Mapa amb les migracions de bretons al segle VIè.

Part del que sabem sobre els francs prové del compendi Història dels francs, redactat pel monjo Gregori de Tours i que caldria estudiar amb pinces. Escrit l'any 572, es tracta d'unes cròniques en què l'autor mira de donar fe de les gestes dels reis francs per tal de legitimar-ne el poder. L'any 470 el monjo Idaci de Chaves ja n'havia redactat unes de semblants per als monarques sueus instal·lats al nord de Portugal i a Galícia. Es tractava de legitimar l'establiment dels sueus davant el poder visigot de la Península ibèrica.
Contràriament a la idea estesa, Clovis no va assajar pas de germanitzar la Gàl·lia, sinó que va utilitzar els atributs romans que posseïa (els títols de "patrici" i de "cònsol"). Va ser confirmat amb el títol de "rei" per l'emperador romà d'Orient i pel papa. Un esdeveniment que ens explica que hi havia ambicions hegemòniques per part de la dinastia merovíngia i que el seu objectiu era el de refer una nova Roma, d'aquí doncs la seva política expansionista a tot el continent europeu.
Avui dia, la qüestió sobre la data del començament de l'edat mitjana tendeix a imposar la idea d'una antiguitat tardana, període de transició durant el qual les grans característiques de la civilització de la fi de l'antiguitat van perdurar, almenys fins al segle ix. La terra elegida per a la continuació de l'antiguitat seria França, que no coneixeria els anys foscos dels bretons insulars amb l'arribada dels anglosaxons. Com a símbol de la simbiosi entre els gal·loromans i els francs, Clovis va adoptar una llei que establia una igualtat estricta entre aquestes ètnies que componien el seu poble, entre el 508 i 510. Va abolir, també, l'esclavatge antic.

L'ampliació territorial dels francs entre el 481 i el 814

El mapa del país va evolucionar gràcies a les guerres, crisis i herències. El cor del primer regne franc se situa a la Bèlgica actual, en terres valones tot i que es pensa que provenen de Colònia, Alemanya. Tournai n'era el centre gravitatori. Vora el 496 Clovis és batejat a Reims després d'abandonar Valònia. S'instaura la dinastia merovíngia, la primera més estable. Ajudant-se de la legitimitat que li aporta el bateig, l'Església de Roma li dona suport en la invasió de França on n'ocupa inicialment el nord mentre envaeix terres neerlandeses, Flandes i Països Baixos, i luxemburgueses. Expulsa els visigots del sud, els quals són obligats a desplaçar-se a la península Ibèrica on miren de reconstruir-hi l'Espanya romana en una guerra a totes bandes contra els sueus. Es casa amb la filla del rei burgundi, instal·lats a Suïssa. La intenció és anar eixamplant el seu imperi. I és que havia fet la guerra contra els alamans tot jurant que si els vencia, es convertiria a la religió de la seva dona, el cristianisme catòlic. Els burgundis surten documentats per Plini el Vell al segle Iè. Indica que varen prendre Alemanya però en foren expulsats pels alamans i s'assentaren a Ginebra. Enemics dels alamans, s'alien amb els vàndals.
Bretanya és un regne a banda en què Clovis no aconsegueix imposar-se. Els bretons repel·len els francs i aquests es veuen obligats a signar-hi un pacte de pau l'any 510 però n'aconsegueixen que el rei es desfaci del seu títol i deixi el seu regne sota tutela franca. Els bretons ja s'havien convertit al cristianisme abans no s'hi posesés el rei franc. El pacte permet traslladar la coronació d'un regne a l'altre a canvi de protecció. Bretanya no ha de pagar cap tribut i és de facto un regne independent però depèn de la protecció que els pugui oferir els francs contra les expansions anglosaxones de les actuals Illes britàniques. Sota Dagobert I es fixen les fronteres bretones i amb Carlemany hi neix la marca militar bretona.
El regne de Clovis va ser ràpidament dividit en Nèustria i Austràsia, les quals, amb la Borgonya franca, foren les forces polítiques més importants de la "Gàl·lia" al segle vi, tot precisant que la caiguda de Roma submergeix tot Europa en l'anomenat "tercer món" d'aleshores. Les cròniques de Gregori de Tours diuen que a l'est, els eslaus de l'actual Txèquia varen expulsar els àvars, comanditats per un suposat príncep Samo, el qual hauria batallat contra el rei merovingi Dagobert I. D'aquí s'hauria format el nucli de la Gran Moràvia, i, tot i que això molts historiadors en discrepen, ens dona elements de la construcció propagandística franca durant la seva expansió a l'est.
A causa de la propaganda carolíngia que va fer tots els possibles per ridiculitzar els merovingis, els historiadors creien que aquest era un període de gran decadència; el mite dels "reis mandrosos", en particular, va caracteritzar la fi del període merovingi. En realitat, a partir del començament del segle vii, el poder reial es va afeblir en benefici de l'aristocràcia franca, sobretot dels "majordoms de palau" neustrians i austrasians. Un dels més famosos n'era Carles Martell, que va absorbir el Ducat d'Aquitània i aturà el 732 l'expansió del Califat de Damasc a la batalla de Tours. Els francs van veure així la fi de la conquesta musulmana d'Europa; després d'aquesta batalla, es van aprofitar de la confusió al sud del país per a instal·lar o reforçar la seva autoritat sobre aquestes zones a dues bandes dels Pirineus.
D'aquesta ocupació forçada neix posteriorment la Llegenda de Carlemany i tota la propaganda trobadoresca sobre el fracàs de l'expedició de Carlemany en territori basc. Segons la Llegenda, Carlemany estigué a Andorra i tot un seguit de peripècies duen els andorrans a expulsar amb l'ajuda de l'exèrcit franc els musulmans, titllats d'alàrabs. La versió pot variar segons l'autor i la biografia, però en tot cas la llegenda vol deixar constància que Andorra fou cedida als andorrans en reconeixement i gràcies a això varen poder muntar un marc jurídic propi. Actualment sabem que fou redactada al segle xii, com la trobadoresca Cançó de Rotllan, amb intencions. El treball de síntesi portat a terme per l'historiador Oliver Vergés permet saber que en aquella època hi havia voluntat per part de la població que vivia a Andorra de no deixar-se fer per l'Església de la Seu d'Urgell que es trobava llavors en plena discussió sobre l'aplicació dels seus drets a Andorra. És en aquesta zona dels Pirineus que es forma la Catalunya vella.

### Dinastia carolíngia

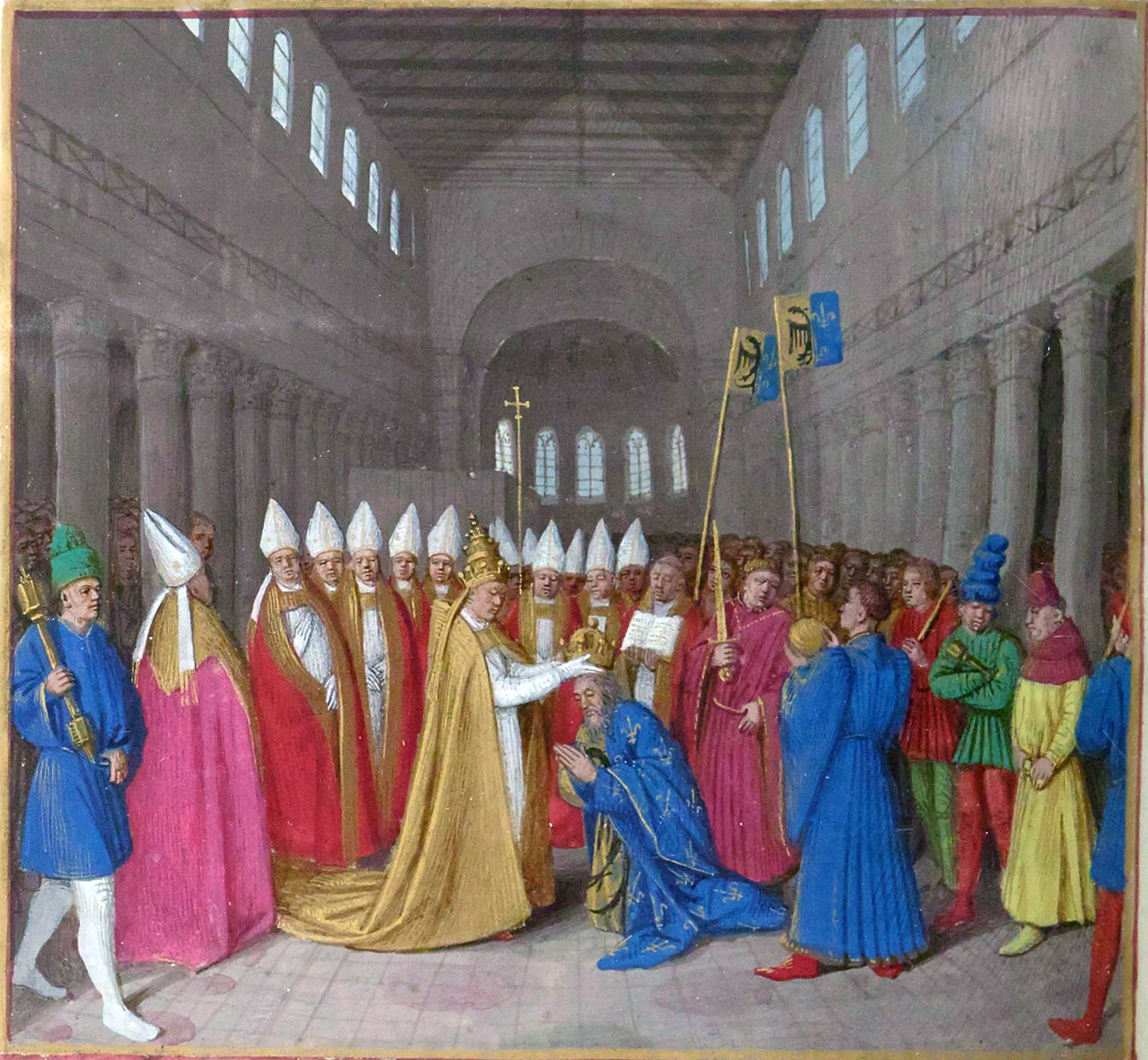
Coronació de Carlemany

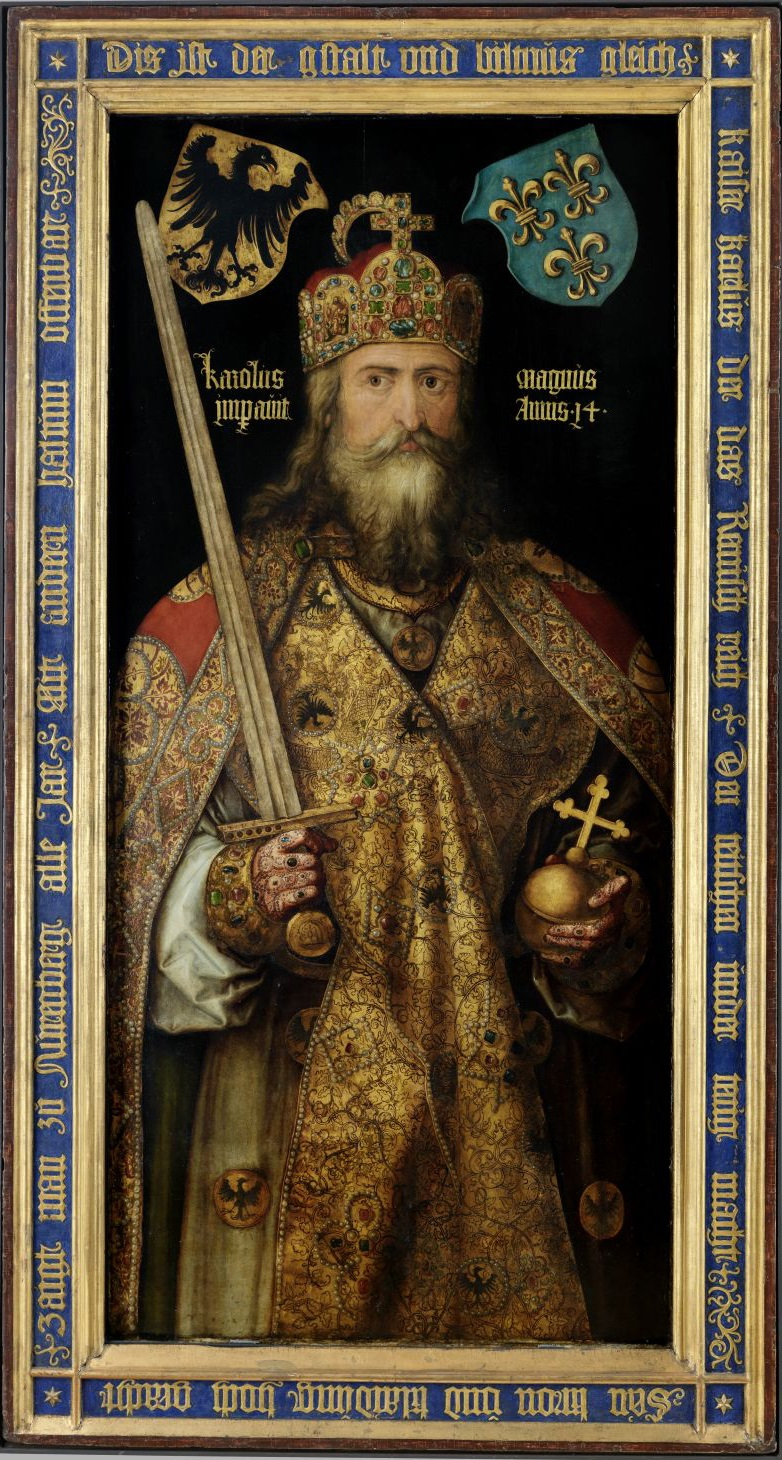
Carlemany segons una il·lustració d'Albrecht Dürer (1511)

La dinastia carolíngia fou una família d'origen austrasià de la qual van sortir molts majordoms de palaus per als merovingis (com ara Carles Martell) abans de prendre la corona amb Pipí el Breu, el 751. Aquest rei va crear un regne de dimensions considerables i va intervenir també fora de les seves fronteres en crear, en particular, els estats papals, després d'una campanya contra els longobards.
El Regne dels francs (en llatí Regnum Francorum), unificat pels primers carolingis, va conèixer la seva més gran expansió sota Carlemany, que (elegit pels seus iguals) va ser coronat "emperador dels francs i dels romans", a Roma pel papa el Nadal del 800. Tota la pompa de la Roma antiga, els títols sobre les vestimentes i els símbols, van ser utilitzats per tal de reforçar l'autoritat de l'emperador d'Occident.
Carlemany va estendre el seu regne fins a Saxònia a l'est, Bretanya a l'oest i fins al País Basc i Catalunya al sud, l'anomenat Imperi Carolingi. Tanmateix, la coronació de Carlemany, i malgrat el restabliment de la pompa imperial romana, representa la mort de l'antiguitat tardana. Carlemany va saber aprofitar-se d'una propaganda molt eficaç, però els historiadors són, avui dia, gaire crítics quant a aquest "imperi" virtual.
Calia, això no obstant, esperar gairebé 50 anys perquè la Frància, terme que va designar originàriament els territoris del regne dels francs, donés a llum a França. Va ser, primerament, coneguda com la Frància occidental en oposició a la Frància oriental, sota el regne del fill petit de Carlemany, Carles II el Calb. El 842, els Juraments d'Estrasburg seguits pel Tractat de Verdun, el 843, van aconseguir establir la distinció entre els territoris que es convertirien en França (occident) i els territoris que es convertirien en la Germània (orient).
El 845, Nominoe, missus dominicus de la Bretanya (Princeps Veneticae civitatis), va derrotar les tropes de Carles el Calb en la batalla de Ballon. La independència de la Bretanya va ser reconeguda per Carles el Calb. Els francs van perdre Rennes, Nantes i el país de Rettz. El 856, amb el Tractat de Louviers, Erispoe va ser declarat rei de la Bretanya. El Tractat d'Entrammes el 863 va cedir a la Bretanya la regió de Maine i una part de l'Anjou i, el 867, el tractat de Compiègne els va cedir els drets sobre el Cotentin i l'Avranchin.

### Dinastia Capet
La dinastia carolíngia va tenir la mateixa fi que la predecessora: després d'una lluita pel poder entre dues famílies, l'accessió d'Hug Capet, duc de França i comte de París, va posar la dinastia capet al tron, la qual, amb les seves branques valois i borbònica, van governar França més de 800 anys.
L'era carolíngia va veure el sorgiment d'institucions que condicionarien el desenvolupament de França als següents segles: el reconeixement per part de la corona de l'autoritat administrativa dels nobles als seus territoris a canvi de lleialtat i suport militar, un fenomen ja visible durant l'era de la dinastia capet.
L'ordre antic va donar a la nova dinastia el control immediat d'un territori petit al voltant del Sena i els territoris adjacents, mentre que els senyors feudals, com ara els comtes de Blois dels segles X i xi van incrementar els seus territoris amb matrimonis planejats amb altres nobles a canvi de protecció i suport.
L'àrea al voltant del baix Sena, que va ser cedida als invasors escandinaus com a Ducat de Normandia el 911 es va convertir en la font de preocupació principal quan el duc Guillem va prendre possessió del Regne d'Anglaterra en la conquesta normanda de 1066, fent-se a si mateix i els seus hereus, iguals en rang al rei fora de França, encara que nominalment era el seu súbdit.
Una disputa perllongada sobre la successió entre els descendents de Guillem va acabar el 1154 amb la coronació d'Enric II d'Anglaterra. Enric havia heretat el Ducat de Normandia i el comtat d'Anjou del seu pare, Jofré d'Anjou, i el 1152 havia contret matrimoni amb l'anterior reina de França, divorciada, Elionor d'Aquitània, que governava gran part del sud de França. Després de vèncer una revolta encapçalada per Elionor i tres dels seus fills, Enric va empresonar Elionor, va fer el duc de Bretanya el seu vassall, i de fet, va governar la regió occidental de França, un regne molt més poderós que el tron francès. Tanmateix, les disputes entre els descendents d'Enric sobre la divisió dels territoris francesos, amb l'absència perllongada de Ricard Cor de Lleó i el seu empresonament després del seu retorn de la Tercera Croada, va permetre que Felip II recuperés la seva influència sobre la majoria d'aquest territori. Després de la victòria francesa en la batalla de Bouvines el 1214, els monarques anglesos només conservarien el poder sobre la regió sud-oest del Ducat d'Aquitània.
Al segle xiii la corona francesa guanyaria importants victòries a Occitània: la croada papal-reial contra el catarisme (1209) va arrasar el Llenguadoc i se l'apropià. Felip IV va prendre possessió de parts del territori del comtat de Flandes (1300), però va perdre aquest territori després de la Batalla dels Esperons d'or a Kortrijk.

### La Guerra dels Cent anys

Joana d'Arc

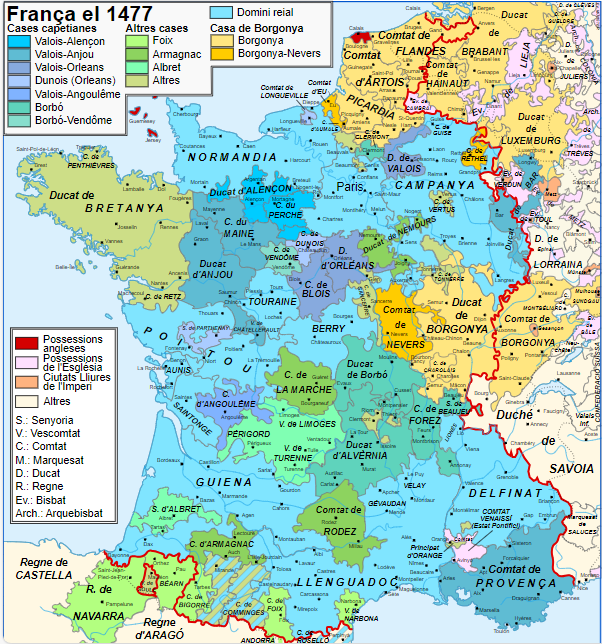
El Regne de França a l'any 1477

La mort de Carles IV el 1328 sense hereu va permetre el sorgiment de la dinastia Valois, però el net de Felip IV, Eduard III d'Anglaterra, va reclamar el tron francès, la qual cosa iniciaria una successió de conflictes coneguts com la Guerra dels Cents anys. D'acord amb la llei sàlica, les dones eren excloses del tron (la filla de Felip IV era Isabel, mare d'Eduard III). Felip VI, fill de Carles de Valois, va ser rei de 1328 a 1350. Això, i la interminable disputa dels drets sobre la Gascunya al sud de França, i també la relació entre el Regne d'Anglaterra i els pobles belgues, van alimentar la guerra. Durant un segle la guerra devastaria el territori, amb revoltes camperoles tant a Anglaterra com a França, acompanyades del naixement del sentiment de nacionalisme a ambdós estats.
Les derrotes militars franceses durant la primera fase del conflicte (1337-1360) van ser revertides durant la segona (1369-1396); però la victòria d'Enric V en la batalla d'Azincourt el 1415 contra França, dividida entre les faccions d'Armanyac i Borgonya va dur al reconeixement d'Enric VI com a rei a París set anys després amb el Tractat de Troyes el 1420, amb què el senyoriu dels Valois va quedar reduït a les terres al sud del riu Loira.
La humiliació francesa va ser revertida el 1429 amb l'aparició d'un moviment de restauració encapçalat, moralment, per la camperola Joana d'Arc, que deia haver rebut ordre divina per dirigir la campanya amb la qual va acabar el setge d'Orleans, i la coronació de Carles VII a la ciutat de Reims. Va ser capturada, però, pels borgonyons i la lliuraren als seus aliats anglesos. Fou executada el 1431, la qual cosa va donar més força a la causa francesa.
La reconciliació entre el rei i Felip de Borgonya (1435) va remoure l'últim obstacle a la recuperació francesa; el rei francès va recuperar París (1436), Normandia (1450) i l'Aquitània (1453), i reduí el poder anglès a un petit territori envoltant Calais (que perdria el 1558). Després de la victòria sobre el Regne d'Anglaterra, el Regne de França va emergir com una monarquia nacional poderosa amb la "incorporació" oficial del Ducat de Borgonya (1477) i Britànnia (1532), que havien estat estats independents.
Les pèrdues d'aquest segle van ser enormes, per la guerra i per la pesta negra, que va arribar al territori francès d'Itàlia el 1348, s'hi va estendre ràpidament, i feu que la població baixés de 18-20 milions a 12-14 al 1450.

## Època moderna

### El Renaixement

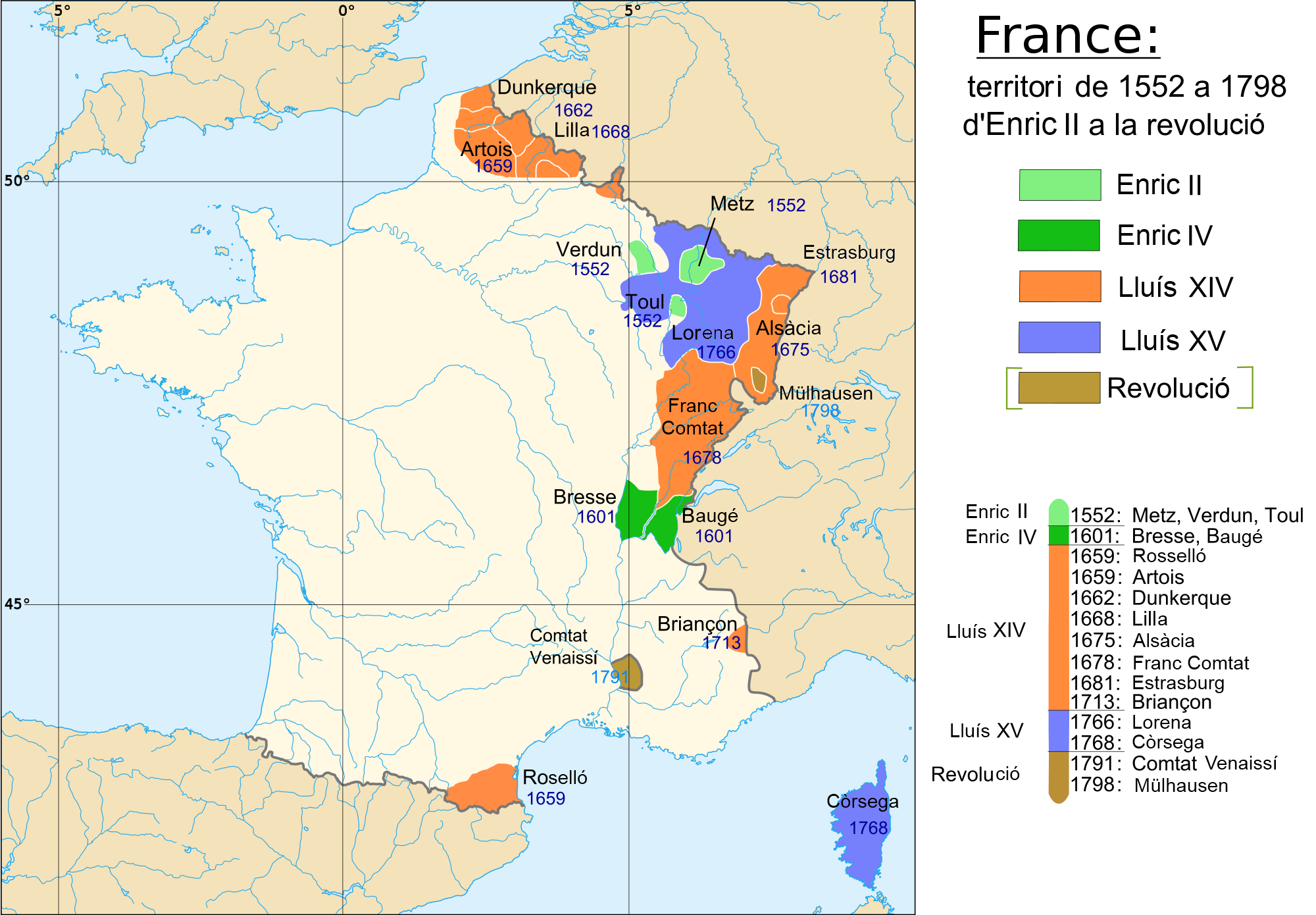
Expansió de França de 1552 a 1798

L'època moderna va començar amb el Renaixement. Aquest moviment filosòfic i artístic va acompanyar la invenció de l'impremta, que permetria la difusió del coneixement i l'afirmació del paper preponderant humana en l'univers (l'humanisme), la reducció del poder de l'Església sobre la societat (la Reforma) i la resposta d'aquesta (la Contrareforma). Les relacions entre els estats europeus es van estructurar. La fi de l'edat mitjana va veure l'aparició dels ambaixadors permanents entre estats.
El Renaixement cultural va arribar al Regne de França després de sortir d'Itàlia, indirectament per les guerres italianes que van començar sota Carles VIII (1483-1498) i continuaren sota els seus successors Lluís XII i sobretot Francesc I. Aquest va portar Leonardo da Vinci a la seva cort. Era l'època de la construcció dels castells del Loira, dels quals Chambord és l'exemple més bell. Paral·lelament, es va assolir un important progrés tècnic iniciat durant la fi de l'edat mitjana, que va permetre un desenvolupament considerable de la producció. Aquestes invencions van facilitar sobretot l'expansió de la civilització europea.
Al començament i com a meta econòmica, la recerca de la "ruta de les Índies" va permetre el descobriment d'Amèrica el 1492 i el coneixement d'altres cultures. En conjunt, aquests fets, així com el cisma protestant amb la reforma de l'Església, una empresa de Martí Luter i Joan Calví, van enfonsar els paradigmes de la societat medieval.
Quan Francesc I va pujar al tron, el seu principal rival a Europa era Carles V, els dominis del qual envoltaven el Regne de França. La rivalitat entre els dos sobirans i els successors van dominar la vida política del segle xvi, i cadascú assajava d'entaular aliances potser complicades per les consideracions religioses. Francesc I, catòlic, va entaular una aliança amb el soldà Solimà el Magnífic o amb els prínceps protestants alemanys per contrarestar les forces del també catòlic Carles V. Cadascun d'ells intentava aconseguir el favor d'Enric VIII d'Anglaterra, que s'havia separat de Roma per divorciar-se i contraure matrimoni una vegada més.

### Les guerres de religió
Vegeu també l'article: Hugonots
Amb el progrés de la Reforma protestant, possible gràcies a la impressió i difusió de la Bíblia, l'Església va respondre amb la Contrareforma. L'enduriment de l'oposició entre catòlics i protestants va fer que les dues branques del cristianisme s'enfrontaren violentament per tot Europa, principalment al Regne de França.
El regne d'Enric II (1547-1559) i sobretot dels seus tres fills Francesc II (1559-1560), Carles IX (1560-1574) i Enric III (1574-1589) van estar marcats per aquests enfrontaments entre protestants i catòlics, dels quals els més importants serien les vuit guerres de religió entre 1562 i 1598. La massacre de Sant Bartomeu, començada la nit del 24 o 25 d'agost, 1572, és l'exemple més tràgic d'aquests enfrontaments.
Després de la mort d'Enric III, assassinat per un monjo fanàtic, i sense cap hereu masculí, el tron va passar a la branca petita dels Borbons, a la persona d'Enric IV, abans rei de Navarra. Però ell era protestant, i no va ser reconegut pels ultracatòlics de la Santa Lliga francesa. Caldria que reconquerís el seu regne i sobretot que es convertís al catolicisme el 1593 (amb la frase cèlebre: "París bé val una missa"). Tan bon punt el seu poder fou consolidat, Enric IV va finalitzar les guerres de religió promulgant la llibertat de culte per als protestants amb l'edicte de Nantes de 1598. Amb el suport del seu ministre Sully, Enric IV va reconstruir un regne castigat per les guerres de religió, però va ser assassinat per Ravaillac, un catòlic fanàtic el 1610, i va llegar al seu fill Lluís XIII un regne considerablement més enfortit.

### La monarquia de la vella França

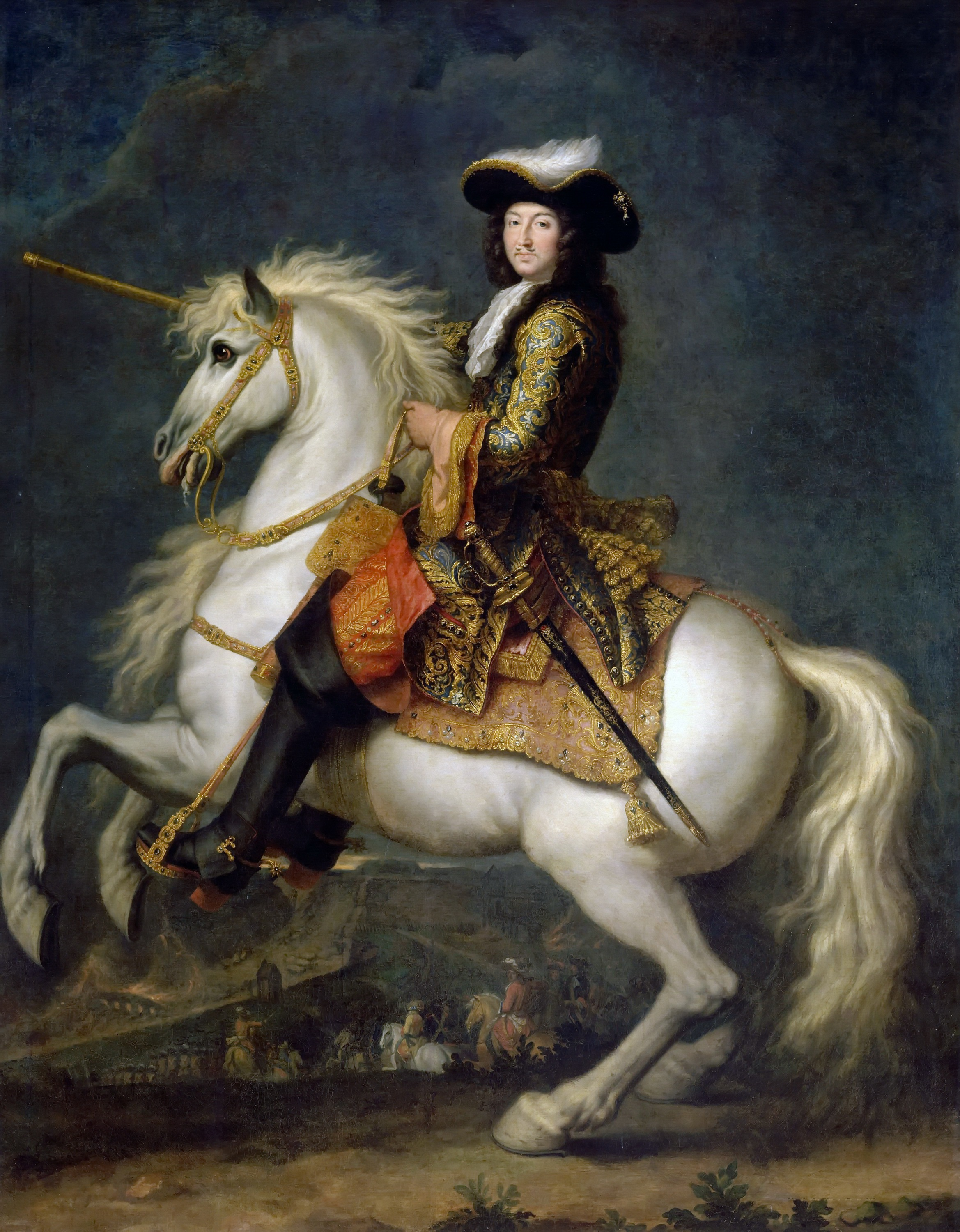
Lluís XIV

Escut del Regne de França

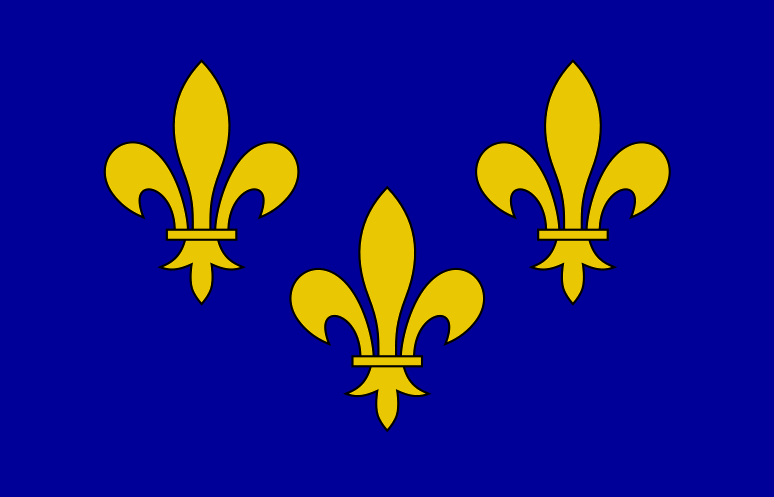
Flors de lis, símbol de la reialesa francesa

Lluís XIII (1610-1643) va succeir a Enric IV, assassinat el 1610. Amb el seu ministre, el cardenal Richelieu, va posar a terme una política d'amansiment dels grans senyors del regne, d'enduriment contra els protestants, i en el pla polític exterior un enfrontament amb la dinastia Habsburg, dividida en dues branques: una a Espanya i l'altra a Àustria. La Guerra dels Trenta anys (1618-1648) va permetre a França convertir-se en la potència principal del continent i d'engrandir el seu territori a costa de Catalunya. L'increment considerable de la pressió fiscal, necessària per a la guerra, va provocar nombrosos aixecaments populars.
Durant el regnat de Lluís XIV (1643-1715), França seria la potència política, econòmica i cultural predominant d'Europa. Les nombroses campanyes militars de Lluís XIV i la confusió del diners de l'estat i de la casa reial, sol·licitat pel fast de la seva cort, van causar problemes financers crònics durant el segle xviii. França va trobar els mitjans per pagar aquest luxe extorquint les províncies, però la situació era insostenible a finals del regnat del rei Sol al mateix temps que la petita edat de gel copejava cruelment als francesos (principalment durant l'hivern de 1708-1709). Marcat pels problemes de la Fronda durant la seva infància (va haver de fugir de París), Lluís XIV va continuar i ampliar la política de centralització dels seus predecessors reduint el poder dels nobles, emmordassant les institucions i reprimint durament qualsevol oposició o revolta dins del regne. Versalles es va convertir així en una vasta presó daurada per a una noblesa, a partir de llavors, sota control.
Lluís XIV va personificar més que ningun altre rei la monarquia absoluta, atès que declararia des de 1661 que ell governaria sol, sense ministre. Durant mig segle, el rei va governar sol, encara que la constitució del regne donava lloc cossos intermediaris i a contrapoders; per tant, avui dia es prefereix el terme "monarquia administrativa". Lluís XIV volia reformar el Regne de França radicalment, però va ensopegar amb els representants locals, estats específics o parlaments. Els va controlar per tots els mitjans possibles i no els deixaria sinó un paper honorífic o subaltern per poder executar les seves prerrogatives per mitjà dels oficials reials pagats com a indendents, antecessors dels prefectes. Des de llavors, aquestes representacions sotmeses no eren cap amenaça seriosa i a més, la seva dissolució hauria tingut més inconvenients que no pas avantatges i, per tant, serien conservades. Les revoltes i els aixecaments que va provocar la seva política van ser reprimits feroçment.
La fi del regne de Lluís XIV és particularment penosa a causa de les condicions meteorològiques glacials que van fer morir milions de persones a França de fred i fam. A causa, també, de la duresa de la seva política interior, de la seva intolerància religiosa, i sobretot de les seves guerres contínues que aportarien relativament poques terres a França, però produirien massacres, engolirien fortunes, perjudicarien el comerç i emprobririen les ciutats i el camp. També, el decés del rei va ser rebut el 1715 com l'alliberament del regne. El futur Lluís XV era encara un nen, i una regència va governar França. Aquest període es caracteritzà per una relaxació dels costums després de l'austeritat dels últims anys de Lluís XIV i pel ressorgiment dels poders locals que havien estat reduïts al silenci.
Lluís XV va succeir el seu besavi Lluís XIV. El seu regnat va ser molt brillant en el pla cultural, amb el sorgiment de l'aparició dels filòsofs de les Llums, com Voltaire, Rousseau, Montesquieu, Diderot i Alembert. Però França va perdre la seva importància política exterior en perdre gran part de l'Imperi colonial francès, principalment a Amèrica (el Canadà) i a l'Índia; cedí els seus territoris al seu rival, la Gran Bretanya, pel Tractat de París de 1763. El problema més gran de l'estat era, llavors, el dèficit del pressupost crònic que faria el rei dependent dels financers de l'estat. Una altra font de paràlisi dels sistemes de govern seria l'oposició dels parlaments, de les corts de justícia dominades per una aristocràcia que defenien les lleis del regne. Es van oposar a qualsevol temptativa de modificació del sistema fiscal, i van impedir les reformes necessàries de l'estat absolutista.
El net de Lluís XV, Lluís XVI va ser l'últim monarca absolut d'un Regne de França minvat per problemes financers i del pressupost. Va ser destituït per la Revolució Francesa.

## Edat contemporània

### Revolució francesa

Presa de la Bastilla

La Revolució Francesa és l'esdeveniment que va marcar la transició, en la història de França, entre l'edat moderna i la contemporània. El seu impacte és igualment degut a les guerres de la Revolució i de l'imperi que van afectar una gran part de l'Europa continental amb la creació de les "repúbliques germanes" i la fi del Sacre Imperi. El període revolucionari francès va començar el 1789 amb la reunió dels Estats Generals i la Presa de la Bastilla, i va acabar el 1799 amb el cop d'estat del 18 de Brumari.

#### Monarquia constitucional
El 4 de setembre del 1791, acceptant la constitució elaborada pels membres de la Constituante, Lluís XVI convertiria el Regne de França en una monarquia constitucional. Les dissensions entre el rei l'Assemblea Legislativa van impedir que aquest sistema polític perdurés. L'intent de fugida de Lluís XVI i la seva família (la nit del 20 al 21 de juny, 1791) i el seu arrest van precipitar les coses i provocaren l'entrada a la guerra de l'emperador d'Àustria i del rei de Prússia. La batalla de Valmy, el 20 de setembre del 1792, va ser guanyada pels exèrcits revolucionaris; va eliminar la guerra i alhora la monarquia constitucional, i va ser proclamada la Primera República Francesa.

#### Primera República Francesa

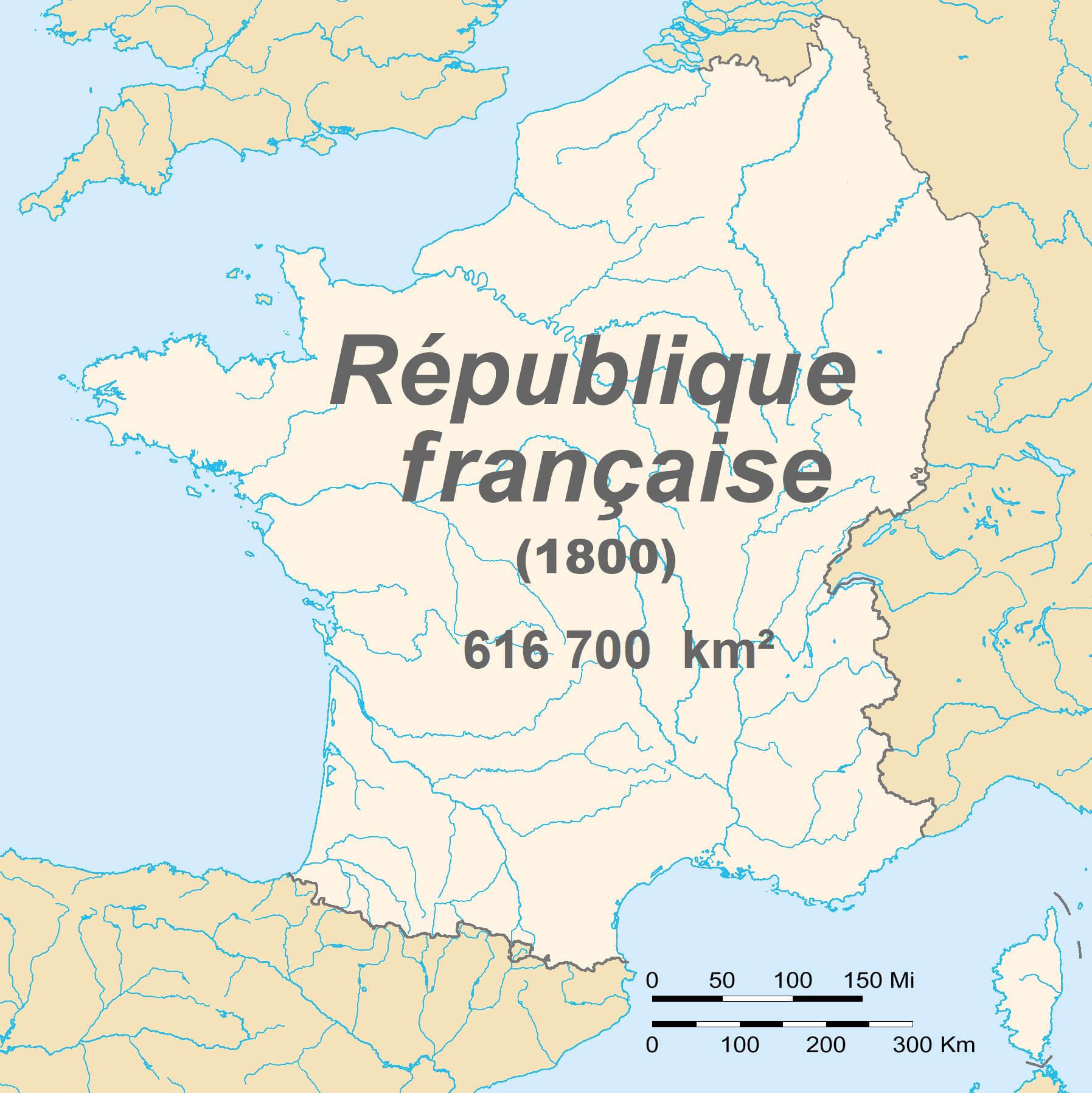
Mapa de la Primera República Francesa

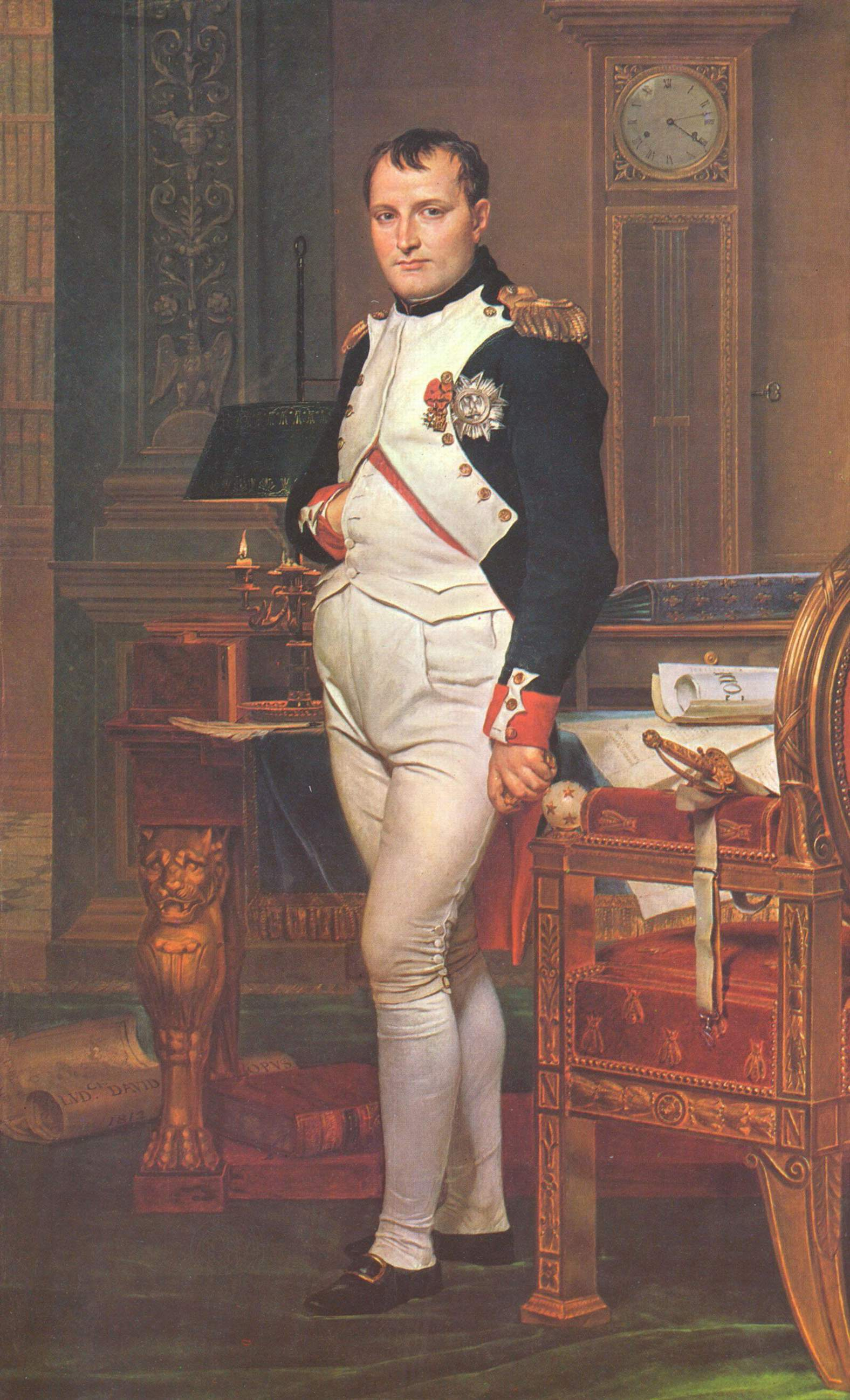
Napoleó Bonaparte

El 17 de gener del 1793 el rei va ser condemnat a mort per "conspirar contra la llibertat pública i la seguretat general" per una dèbil majoria en una convenció. El 21 de gener l'execució va produir més guerres amb altres estats europeus. L'esposa de Lluís, austríaca, Maria Antonieta, va ser executada el 16 d'octubre.
Amb la guerra, els preus van pujar i els sans-culottes, els treballadors pobres, i els jacobins radicals, es van revoltar, i van començar activitats contrarevolucionàries en diverses regions. Això va encoratjar els jacobins a prendre el poder després d'un cop parlamentari, amb el suport de la força contra la facció girondina i utilitzant el poder de les multituds de sans-culottes. Una aliança entre els jacobins i els sans-culottes va ser el centre del nou govern. Les polítiques serien molt més radicals.
El Comitè de Seguretat Pública era controlat per Maximilien de Robespierre; els jacobins van desencadenar un Regne de Terror (1793-1794). Almenys 1.200 persones van morir en la guillotina després de ser acusades de realitzar activitats contrarevolucionàries. El 1794 Robespierre va executar els ultraradicals i els jacobins moderats; com a conseqüència, però, la seva popularitat entre la població va caure. El 27 de juliol de 1794 el poble francès es va revoltar contra els excessos del Regne del Terror en allò que seria conegut com la Reacció de Termidor (o la caiguda de Robespierre): els membres moderats de la Convenció van deposar i executar Robespierre i altres membres del Comitè. La Convenció va aprovar la nova constitució de l'any III, el 17 d'agost de 1795; un plebiscit la va ratificar al setembre, i va entrar en vigor el 26 de setembre de 1795.
La nova constitució va establir el Directoire i va crear la primera legislatura bicameral de la història francesa. El 1799, Napoleó Bonaparte, un general militar brillant que havia participat en les guerres revolucionàries de 1796, 1797 i 1798, va encapçalar un cop i va prendre el poder com a primer cònsol, i el 1802 va ser declarat cònsol vitalici. Bonaparte va aconseguir més poder, i amb la reconstrucció de França i les seves institucions, el suport estatal.

### L'imperi

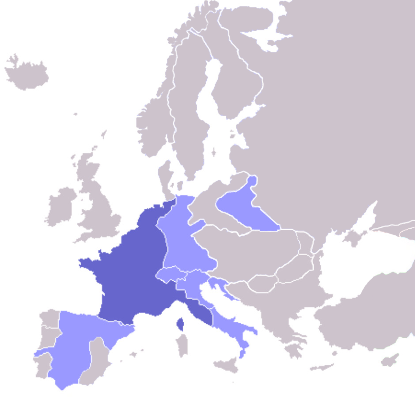
L'Imperi napoleònic (1811)

Napoleó va fer desaparèixer l'oposició amb exilis i opressions, i el 1804 el Senat li va atorgar el títol d'emperador. L'Imperi francès (o Imperi napoleònic, 1804-1814) es caracteritzà per la dominació francesa i la reorganització de l'Europa continental (les guerres napoleòniques) i per la codificació final del sistema legal republicà (el Codi Napoleònic).
El 1804 la Gran Bretanya es trobava fora del control francès i va ser una força important per encoratjar i finançar la resistència contra França. Napoleó mancava de recursos per envair la Gran Bretanya i per vèncer la marina anglesa, i el seu únic intent de fer-ho va resultar la seva derrota en la batalla de Trafalgar el 1805. Napoleó va utilitzar la guerra econòmica, instituint un embargament (el sistema continental), prohibint als seus aliats i els territoris conquerits comerciar amb els britànics.
Portugal era l'únic país europeu que va refusar unir-se al sistema continental. Després dels Tractats de Tilsit de juliol del 1807, Napoleó va intentar capturar la flota portuguesa i la Casa de Bragança, ocupar els ports portuguesos i expulsar els britànics de terres portugueses, sense èxit. El rei Joan VI de Portugal va fugir al Brasil amb una escorta naval britànica. La població portuguesa es va revoltar contra els invasors francesos; l'exèrcit britànic del duc de Wellington va intervenir-hi i va començar la Guerra del Francès el 1808.
Finalment, l'embargament va fracassar. El seu efecte sobre la Gran Bretanya i el seu comerç és incert, però es pensa que seria molt més greu per als estats de l'Europa continental. Rússia, en particular, va ser-hi afectada, i el 1812 va reobrir el comerç amb la Gran Bretanya; Napoleó llavors va envair Rússia. El desastre de la marxa sobre Moscou va dur Napoleó a la derrota en la Batalla de Nacions el 1813 i a la seva abdicació el 1814.
Després d'un exili forçat a l'illa d'Elba, Napoleó va retornar al poder breument (període conegut com els Cent Dies de 1815) però el somni imperial va col·lapsar-se en la derrota en la batalla de Waterloo i Napoleó va ser exiliat definitivament a l'illa de Santa Helena.

### Restauració
La restauració és el període que va de la caiguda de l'imperi el 6 d'abril del 1814 a la revolució de 1830. Els Borbons van retornar al poder; és, per tant, una "Restauració" de l'Antic règim. Aquest període va ser entretallat per l'episodi dels Cent Dies (20 de març al 22 de juny, 1815), dividint així el període en dos: la Primera i la Segona Restauració. La Primera Restauració va ser encapçalada per Lluís XVIII de França, germà de Lluís XVI, que va pujar al tron el 1814. Després del fracàs dels Cent Dies, Lluís XVIII va tornar al tron, víctima, però, de les severes exigències dels vencedors de Napoleó sobre França, especialment pel Tractat de Viena, que inclouria grans pèrdues territorials. A l'interior del regne, va portar a terme una política de compromís entre l'herència de l'Imperi i de la Revolució, i de la monarquia recuperada. Després de la seva mort, Carles X el va succeir, però no va saber guanyar la confiança del poble i va ser deposat per la revolució de les Tres Glorioses també coneguda com la Revolució de Juliol.

### Monarquia de Juliol
La Revolució de Juliol, o de les Tres Glorioses, va ser una revolta de la classe mitjana en contra del rei borbó Carles X, el qual seria deposat i reemplaçat amb el rei Lluís Felip I de França de la dinastia dels Orleans, que va rebutjar la pompa de la dinastia dels Borbons i es va associar amb els comerciants i banquers. Com a monarca constitucional, va donar la major part de les responsabilitats governamentals al parlament. Aquest seria un període de creixement econòmic i en què l'Església catòlica va canviar moltes de les seves posicions reaccionàries.
Tanmateix, la Monarquia de Juliol no seria un període de completa pau. Un gran grup de legitimistes de la dreta demanaven la restauració dels Borbons al tron. Des de l'esquerra, el republicanisme encara era una força poderosa. Durant els últims anys del seu regnat, Lluís Felip seria més rígid i dogmàtic, i el seu primer ministre, François Guizot, molt impopular. La situació va empitjorar gradualment, i les revolucions de 1848 van destituir el monarca i van establir-hi la Segona República.

### La Segona República
La revolució de 1848 va tenir conseqüències importants arreu d'Europa: revoltes democràtiques populars es van aixecar en contra dels règims autoritaris a l'Imperi Austrohongarès, a la Confederació Alemanya i al Regne de Prússia, i als estats italians de Milà, Venècia, Torí i Roma.
La revolució a França va unir les classes socials amb diversos interessos: la burgesia desitjava realitzar reformes electorals (una república democràtica), els líders socialistes demanaven "dret a treballar" i la creació de tallers de treball estatals (una república de benestar social) i que França alliberés els pobles oprimits d'Europa (Polònia i Itàlia), mentre que els moderats en cercaven una posició intermèdia. Les tensions entre els grups va augmentar, i el juny de 1848, una insurrecció de la classe treballadora a París va costar les vides de 1.500 treballadors i va destruir per sempre el somni d'una constitució de benestar social.
La constitució de la Segona República, ratificada el setembre de 1848, va ser molt defectuosa i no va permetre cap resolució eficaç entre la presidència i l'Assemblea en cas de disputa. El desembre de 1848, el nebot de Napoleó Bonaparte, Carles Lluís Napoleó Bonaparte, va ser elegit president de la República, i amb el pretext d'un embús legislatiu, el 1851 va encapçalar un cop d'estat. El 1852 es va declarar emperador Napoleó III del Segon Imperi.

### El Segon Imperi

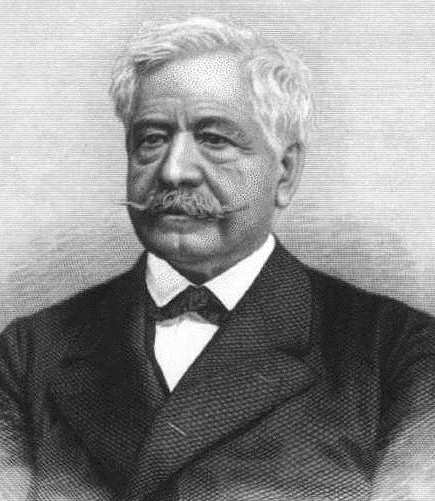
Ferdinand de Lesseps, diplomàtic francès que va construir el canal de Suez

França va ser governada per l'emperador Napoleó III de 1852 a 1870. Aquest seria un període de gran industrialització, urbanització (amb la reconstrucció massiva de París pel baró Haussmann) i de creixement econòmic; però la política estrangera de l'emperador seria catastròfica.
Després de participar en la Guerra de Crimea, Napoleó va intervenir en les lluites per la independència i unificació dels estats italians. Va declarar que la seva intenció era "alliberar Itàlia dels Alps a l'Adriàtic". Després de les victòries de Montebello, Magenta i Solferino, França i Àustria van signar la Pau de Villafranca el 1859. Àustria va cedir la Llombardia a Napoleó III, que al seu torn la va cedir a Victor Emmanuel. Mòdena i la Toscana van ser restaurades als respectius ducs, i la Romanya al papa, llavors president d'una federació italiana. França va rebre Savoia de Piemont.
Napoleó III també va assajar d'establir una monarquia europea a Mèxic. Amb el suport dels conservadors mexicans, Maximilià d'Habsburg va ser coronat emperador de Mèxic de 1864 a 1867. Amb la pressió nord-americana i la necessitat de fer retornar les tropes estacionades a Mèxic per lliurar les guerres a Europa, aquesta empresa napoleònica va fracassar, i Maximilià va ser afusellat per les forces republicanes mexicanes.
Després d'un perllongat conflicte amb Prússia, la Guerra francoprussiana va començar el 1870. Amb la capitulació de Sedan, l'imperi va perdre la seva font de major suport (l'exèrcit); París va quedar desprotegida, sense tropes, i el 4 de setembre del 1870, els diputats republicans de París van constituir un govern provisional. L'imperi havia caigut, l'emperador va ser empresonat a Alemanya i França començava la nova era de la Tercera República.

## Finals delseglexixiseglexx

### La Tercera República
La legislatura francesa va establir la Tercera República, que duraria fins a la derrota militar de 1940, el període de govern més llarg de la història francesa des de la Revolució. Durant el naixement de la república, França era ocupada per tropes estrangeres, la capital es trobava en una insurrecció socialista, i dues províncies havien estat annexionades a l'Imperi Alemany.
El dinamisme econòmic d'aquest període seria el resultat de la modernització que va iniciar el Segon Imperi. La Tercera República va continuar l'obra de Napoleó III en aquesta àrea.
Aquest període també va estar marcat per algunes crisis famoses (Boulanger, Canal de Panamà, etc.); la més important seria, sens dubte, l'Afer Dreyfus. Aquest afer, que algunes persones volen limitar només al camp de la religió jueva de l'acusat, realment es tractava del lloc de l'individu, de qualsevol religió, davant el poder de l'estat.
La Primera Guerra Mundial (1914-1918) va venir acompanyada de grans pèrdues econòmiques, humanes i materials. Es va lliurar en part en territori francès, i hi van morir 1,4 milions de francesos incloent-hi civils. Les estipulacions del Tractat de Versalles (1919) eren molt severes: Alsàcia-Lorena eren retornades a França. Alemanya havia de prendre tota la responsabilitat de la guerra i havia de pagar les reconstruccions; la regió de Saarland, una regió industrial alemanya, va ser ocupada per França.
Durant la dècada de 1920, França va establir un complicat sistema de defensa de les seves fronteres, i va realitzar importants aliances per afrontar la possibilitat del ressorgiment de l'Alemanya. Durant la dècada de 1930, ateses les pèrdues massives de la guerra, França va optar per una política de pau, a qualsevol preu, fins i tot ignorant les violacions de Hitler del Tractat de Versalles i la seva demanda a Múnic el 1938, en què aconseguiria annexionar Txecoslovàquia. La guerra blitzkrieg alemanya va començar el maig de 1940, i sis setmanes després França ja havia perdut 130.000 soldats. França es va rendir a l'Alemanya nazi el 24 de juny del 1940. Alemanya va ocupar tres-cinquenes parts del territori francès, mentre que la resta en va ser governada des de Vichy, però sota les ordres de Hitler. D'altra banda, el general Charles de Gaulle es va oposar a l'armistici anunciat el 17 de juny i va llançar la seva famosa crida del 18 de juny al poble francès des de la ràdio BBC de Londres incitant a l'adhesió dels francesos als aliats britànics per continuar la lluita a mort contra els nazis. De Gaulle temia un bany de sang en cas d'una revolta popular a França i mai no cridaria a la resistència armada en territori francès, i va preferir privilegiar les missions d'informació, vitals per a l'alliberació i victòria finals. Va prendre des de l'estranger el cap de la França Lliure i de les Forces Franceses Lliures. Va obtenir l'adhesió ràpida de diverses possessions colonials franceses, sobretot a l'Àfrica, i França tindria molta força en el camp aliat, continuant el seu combat en diversos fronts. Les Forces Franceses Lliures van participar també en la campanya de Rússia quan la Unió Soviètica va entrar en guerra. França seria alliberada per les forces aliades el 1944.

### Quarta República
El president nord-americà volia que França estigués sota tutela americana. De Gaulle ho va refusar, i el 14 de juny va declarar: Nosaltres combatem als costats dels aliats, amb els aliats, com un aliat. I la victòria que guanyem serà la victòria de França. De fet, els nord-americans se'n van retractar ràpidament, i des de mitjan juny de 1944, de Gaulle es va imposar en la política francesa. Fins i tot Roosevelt, que detestava de Gaulle, el va rebre amb gran pompa a Washington, DC, el juliol de 1944.
A finals d'agost de 1944, el govern provisional de Charles de Gaulle es va imposar, compost per comunistes, socialistes i gaullistes. El compromís dels comunistes francesos en la resistència, el coratge dels soldats soviètics i la victòria final de l'URSS i dels aliats va donar als dirigents comunistes un prestigi important en l'opinió pública. Aquest govern, però, no seria reconegut sinó fins a octubre del mateix any pels Estats Units. El govern provisional va donar el dret de vot a les dones el 21 d'abril, 1944.
El 1946 el govern provisional va cedir lloc a la Quarta República, instaurada per una nova constitució aprovada per referèndum. Però les tensions internes després de la depuració i de les divergències amb els problemes colonials de l'Imperi colonial francès a Indoxina i Algèria van provocar crisis successives i diverses remodelacions ministerials.
El règim parlamentari de la Quarta República va permetre, això no obstant, la creació de programes seriosos de reconstrucció i de modernització de França. És, en aquest període que els famosos "Trenta Gloriosos" van fonamentar-se.

### Cinquena República
Després de la inestabilitat política i les manifestacions nacionalistes a Algèria, el govern de Pflimlin va ser deposat. El Parlament va demanar al general de Gaulle prendre la direcció de l'estat per evitar una eventual guerra civil. De Gaulle es va convertir en president del Consell el juny de 1958, amb poders plens i amb la tasca de redactar una constitució que establís la Cinquena República. En va ser elegit president el desembre del mateix any.
De Gaulle va utilitzar en diverses vegades el referèndum, principalment el que va decidir que l'elecció del president de la República es faria per mitjà del sufragi universal. El 1965, en la primera elecció amb sufragi universal directe, de Gaulle va ser reelegit amb el 55% dels vots contra el 45% del seu adversari François Mitterrand.
El maig de 1968 van començar les manifestacions estudiantils (moviment que després s'estendria a altres regions del món); van concentrar els partits d'esquerra, sacsejant el règim de De Gaulle. Després d'una manifestació pro-de Gaulle als Camps Elisis, li van donar un nou suport. El 1969, però, el govern de Gaulle va llançar un referèndum sobre la creació de 21 regions amb poders polítics limitats i sobre la transformació del Senat en una cambra corporativa. Amb el "no" del referèndum, de Gaulle va renunciar.
Els seus successors van ser el gaullista Georges Pompidou (1969-1974), el republicà independent Valéry Giscard d'Estaing (elegit el 1974), el socialista François Mitterrand (elegit el 1981 i reelegit el 1988), i el neogaullista Jacques Chirac (elegit el 1995 i reelegit el 2002). El 2007 el president fou Nicolas Sarkozy. El seu mandat acabà el 2012, any en què sortí elegit François Hollande, que durarà fins al 2017, any en què el president en curs Emmanuel Macron va sortir escullit.